# 宋智孝的Beauty View
《宋智孝的Beauty View》（韓語：송지효의 뷰티뷰）是韓國JTBC的美妝綜藝節目，由宋智孝、孔明主持，美妝編輯金美玖與時裝設計師Katia Cho(趙成京)擔任輔助主持，每集邀請不同來賓參演，並介紹時下流行趨勢，與觀眾進行現場交流，根據觀眾的皮膚類型、色調，進行1:1的美妝秀。此外，還將介紹名人從素顏到完成化妝過程的相關內容。

## 節目格式
大致分為5個環節：
1. Beauty共鳴劇（每劇約長兩分鐘）
- 由宋智孝、孔明主演，並由當集嘉賓（第1及2集）或宋海娜（第3集開始）一同參演。

2. 美妝知識測試
- 由美妝編輯金美玖向兩位主持與嘉賓進行美妝專業知識測試，以及介紹嘉賓的化妝包內容。

3. 1:1的美妝搭配
- 由美妝專家向女觀眾進行一對一示範及指導。

4. MC宋的美妝挑戰
- 由宋智孝與她的專屬化妝師及髮型師於節目錄影後以自拍形式出演。

5.  潮流趨勢主題 Talk
- 由兩位主持夥拍設計師趙成京、服裝師具東賢、超模宋海娜及另外兩名嘉賓介紹潮流趨勢。

6. 明星們的真實Beauty（非固定環節）

## 各集資訊
| 集數 | 播出日期      | 來賓                           | 主題                    | 備註 |
| ---- | ------------- | ------------------------------ | ----------------------- | ---- |
| 1    | 2017年1月19日 | 車銀優、文彬（ASTRO）          | 玫瑰妝                  |      |
| 2    | 2017年1月26日 | 鄭彩妍、奇喜賢（DIA）          | 修容妝                  |      |
| 3    | 2017年2月2日  | 智淑                           | 光彩妝                  |      |
| 4    | 2017年2月9日  | 李美珠、鄭叡仁（Lovelyz）      | 快速化妝                |      |
| 5    | 2017年2月16日 | 程瀟、恩熙（宇宙少女）         | 偶像妝                  |      |
| 6    | 2017年2月23日 | 孝定、祉呼（Oh My Girl）       | 化妝品混搭              |      |
| 7    | 2017年3月2日  | Him Chan、永才（B.A.P）        | 男士妝                  |      |
| 8    | 2017年3月9日  | 姜智英、趙秀愛（JTBC新聞主播） | T.P.O妝(時間.地點.場合) |      |
| 9    | 2017年3月16日 | 倞利（Nine Muses）             | 適齡妝                  |      |
| 10   | 2017年3月23日 | 景收真                         | 適合自己的顏色          |      |